# Cossus Cornelius Lentulus (consul en 25)
Cossus Cornelius Lentulus est un sénateur et un homme politique de l'Empire Romain.

## Famille
Il est le fils de Cossus Cornelius Lentulus, consul en -1, il a un frère cadet Cnaeus Cornelius Lentulus Gaetulicus. Il à un fils, Cossus Cornelius Lentulus, consul en 60.

## Biographie
Il est consul ordinaire en 25 avec pour collègues Marcus Asinius Agrippa. Après son consulat, il est gouverneur de Germanie supérieure.   